# Passiflora ligularis
Passiflora ligularis, llamada popularmente granadilla o granada china (no confundir con la granada, la especie Punica granatum), es una planta trepadora perteneciente a la familia Passifloraceae originaria desde el centro de México, por toda la América Central y Sudamérica occidental, desde Colombia, Venezuela, Ecuador, el oeste de Bolivia hasta el sur de Perú.

## Descripción
Es una vigorosa planta trepadora que se adhiere a los soportes a través de zarcillos. Las hojas largo pecioladas, basifijas, enteras, ampliamente ovadas, profundamente cordadas, abruptamente subcaudada-acuminadas, de 8-17 cm de largo, 6-15 cm de ancho; con pecíolos de 5-15 cm de largo, con 3-5 pares de glándulas filiformes alargadas; estípulas foliáceas, ovadas, 1-3 cm  de largo. Los pedúnculos de 2-5 cm largo, articulados directamente debajo de la flor; brácteas involucradas y foliáceas, ovadas, de 2-4 cm de largo. Flores, de aroma almizclado, tienen de 7-9 cm de diámetro; cáliz oblongo, de 3-5 cm de largo; sépalos estrechamente lanceolados de color verde pálido de 3-4 cm de largo; pétalos blanco rosados; filamentos de la corona de color púrpura azulado en dos series, la más externa casi tan larga como los pétalos.
El fruto ovoide, es una baya de color verde cuando está inmaduro y se vuelve amarillo anaranjado con pequeñas manchas blancas al madurar. Su tamaño es de 6,5 a 8 cm de largo y de 5,1 a 7 cm de diámetro. La cáscara es delgada, de aspecto liso y quebradizo. La pulpa (arilo), de sabor muy aromático, es blanco amarillenta a naranja con textura mucilaginosa. Contiene numerosas semillas planas de color negruzco.

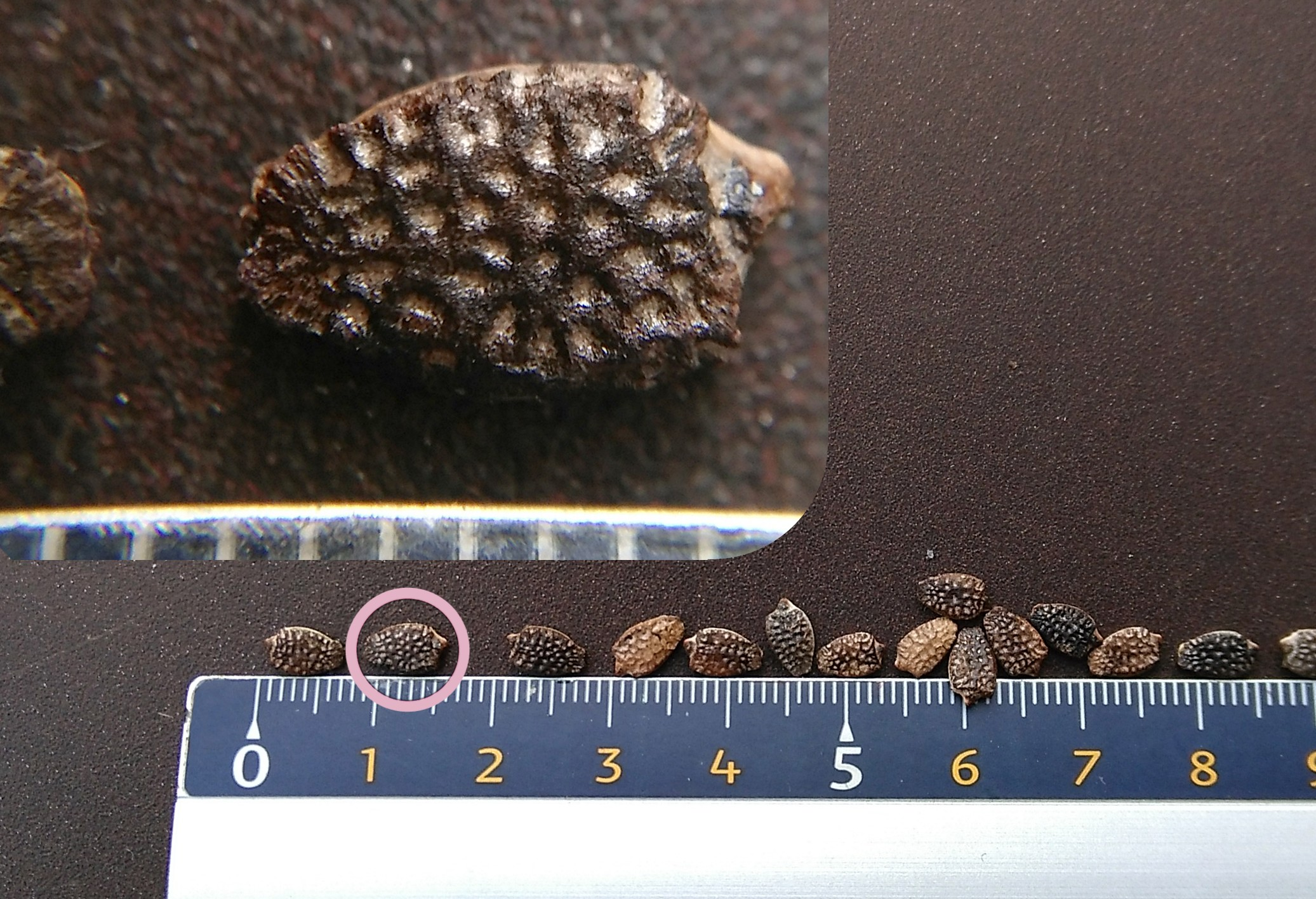
Semilla
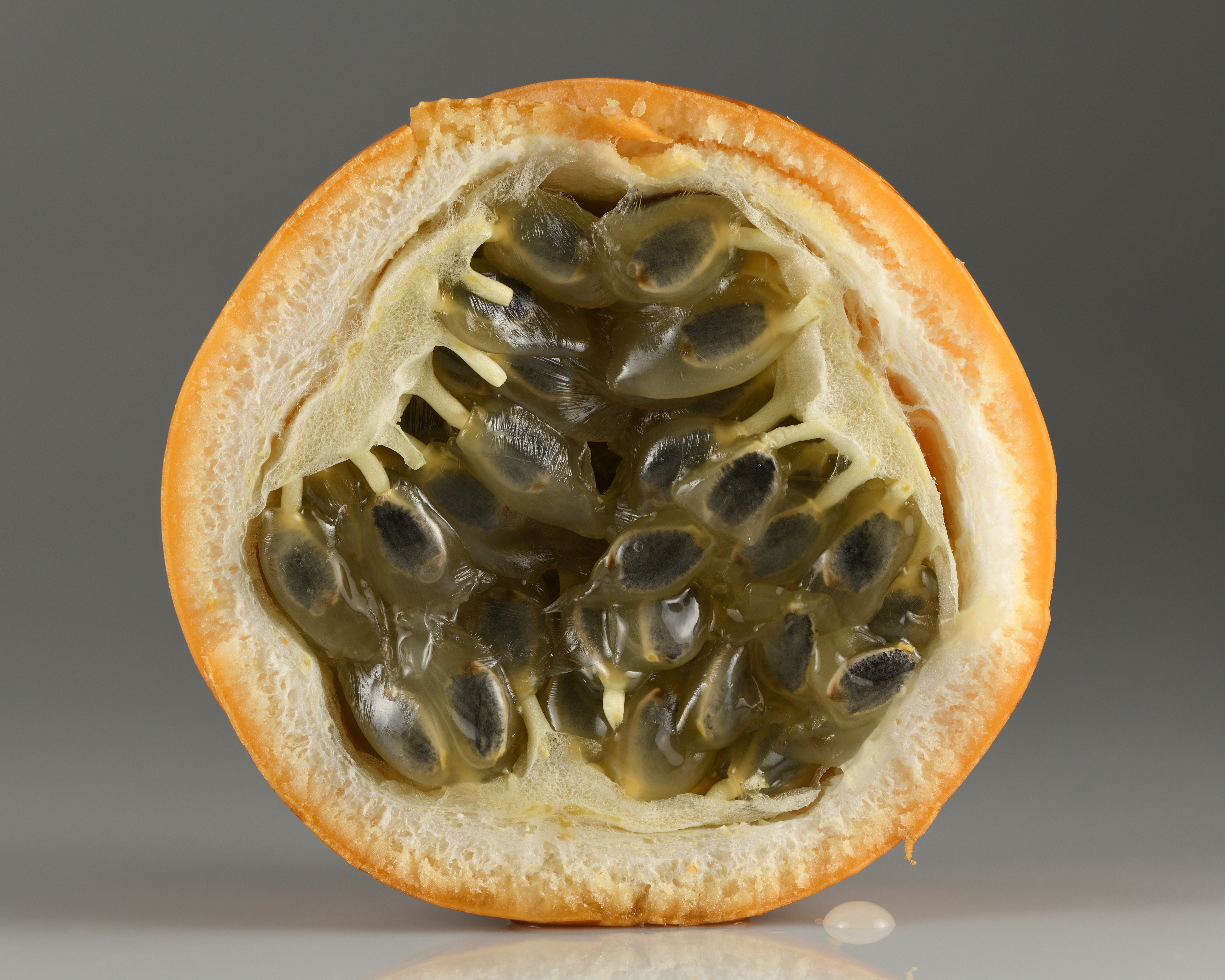
Tamaño del fruto.
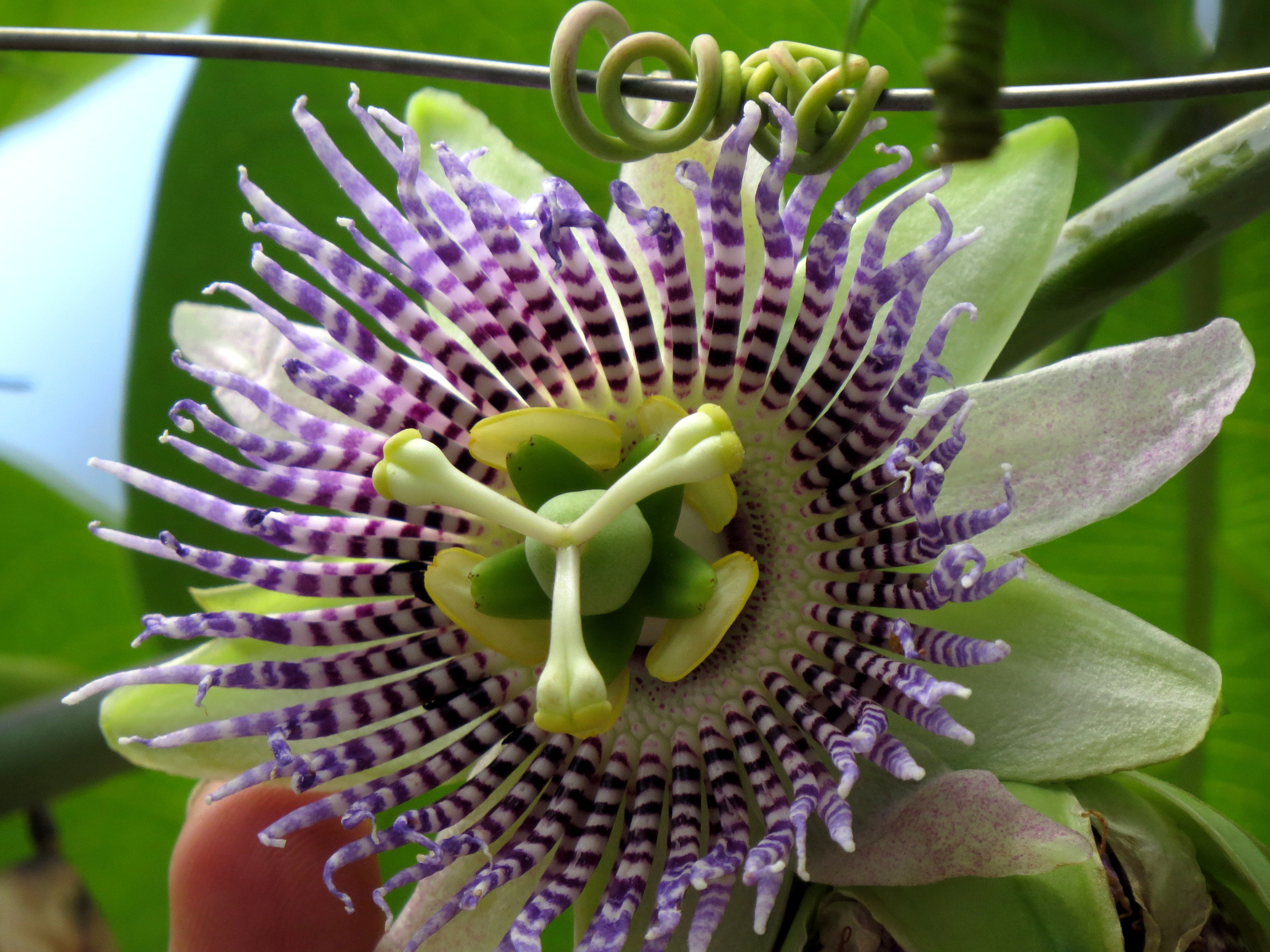
Flor en detalle.

## Distribución y hábitat
Se extiende desde el centro de México, por toda la América Central y Sudamérica occidental, desde Colombia, Venezuela, Ecuador, el oeste de Bolivia hasta el sur de Perú. Se encuentra cultivada y naturalizada en Jamaica y en las zonas montañosas de Haití. Fuera de América, también se puede encontrar en zonas montañosas de África Central, como Ruanda o Kenia, además de Papúa Nueva Guinea. 
Su hábitat natural son las zonas de clima subtropical ya que no resiste el calor, entre 15 y 18 °C de temperatura, 600 a 1000 mm de precipitación anual y altitud de 1700 a 2600 m s. n. m.

## Lugares de cultivo
Colombia es el principal productor a nivel mundial de esta fruta, con una producción que alcanzó las 53 000 toneladas durante el 2011, extraídas de las cerca de 4600 hectáreas sembradas en todo el territorio nacional. Es comercializada de manera exitosa en los mercados nacionales e internacionales, principalmente en el continente europeo. Los principales cultivadores de la Passiflora ligularis son: Colombia, Ecuador, Costa Rica, Perú y Bolivia. Los principales importadores son México, Estados Unidos, Canadá, Bélgica, Países Bajos, Francia y España.

## Taxonomía
Passiflora ligularis fue descrita por Antoine Laurent de Jussieu y publicado en Annales du Muséum National d'Histoire Naturelle 6: 113-115, t. 40. 1805.
Etimología
Ver: Passiflora
ligularis: epíteto latíno que significa ‘con lígulas’
Variedades aceptadas
- Passiflora ligularis f. lobata (Mast.) Killip

Sinonimia
- Passiflora ligularis var. geminiflora DC.
- Passiflora lowei Heer
- Passiflora serratistipula DC.[7]

## Nombres comunes
Su nombre varía en todo el ámbito hispánico: "granada china", "granadilla" (México), "granadilla" (Andes), "granadita", "granadilla común" (Guatemala), "granadilla" (Ecuador), "parcha dulce", "parcha importada" (Venezuela), "Pachío" (Bolivia).

## Propiedades
Contiene vitaminas A, B2, B3, B6, B9, C, E y K. Y también minerales como calcio, cobre, hierro, magnesio, fósforo, potasio, selenio, sodio y zinc.
El jugo tiene:
- Propiedades digestivas y diuréticas.
- Efectos antiespasmódicos.
- Favorece el sueño.[10]